# Ó Paí, Ó 2
Ó Paí, Ó 2 é um filme de comédia brasileiro de 2023, dirigido por Viviane Ferreira e roteirizado por Ferreira em colaboração com Daniel Arcades, Elísio Lopes e Igor Verde. Inspirado na obra de Márcio Meirelles, trata-se de sequência do filme de 2007 Ó Paí, Ó. O filme acompanha os personagens da história original quase dez anos depois e os acontecimentos desse intervalo de tempo. É estrelado por Lázaro Ramos, Luciana Souza, Érico Brás, Tânia Toko, Lyu Arisson e Dira Paes.

## Enredo
Entre os dois filmes, passou-se mais de uma década. Neste momento, Roque (Lázaro Ramos) está às vésperas de lançar sua primeira música, otimista de que alcançará o sucesso como artista. Dona Joana (Luciana Souza) continua enfrentando o luto pela perda de seus dois filhos e lidando com os desafios de conviver com os locatários do cortiço no Pelourinho. Neusão (Tânia Toko), por sua vez, viu seu bar ser tomado por uma turma de reputação questionável. Enquanto isso, a segunda geração cresceu, ingressou na adolescência e engajou-se com bom humor e uma mistura de música e poesia na luta pela causa negra.

## Elenco
- Lázaro Ramos como Roque
- Luciana Souza como Dona Joana
- Dira Paes como Psilene
- Tânia Toko como Neusão da Rocha
- Érico Brás como Reginaldo
- Lyu Arisson como Yolanda
- Edvana Carvalho como Lúcia
- Luis Miranda como Dr. Alfeu
- Clara Buarque como Florzinha
- Renan Motta como Dantas
- Margareth Menezes[2]
- Russo Passapusso[3]
- Rejane Maia como Baiana
- Thiago Marinho como Reginho
- Luh Maza como Suzane
- Vinícius Nascimento como Cosme "Tôko"
- Ricardo Oshiro como Chul Moo
- Pablo Pereira como Bento
- Ariele Pétala como Gisela
- Pierre Onassis
- Valdinéia Soriano como Maria
- Jorge Washington como Mathias
- Leno Sacramento como Raimundinho
- Cássia Vale como Mãe Raimunda

## Produção
Ó Paí Ó 2 teve suas gravações realizadas em Salvador em outubro de 2022 e dá continuidade às histórias dos personagens do Bando de Teatro Olodum, incluindo o cantor Roque (Lázaro Ramos), Dona Joana (Luciana Souza), Reginaldo (Érico Brás), Maria (Valdineia Soriano) e outros. Dirigida pela cineasta Viviane Ferreira, o filme destaca a musicalidade da Bahia, contando com artistas convidados como Luis Miranda, Ricardo Oshiro e Clara Buarque, além de cantores como Russo Passapusso e Margareth Menezes. O roteiro foi escrito por Elísio Lopes Jr, Daniel Arcade, Igor Verde e Viviane Ferreira, com colaboração de Luciana Souza, Bando de Teatro Olodum e Rafael Primot. A produção é uma parceria entre DUETO Produções, Casé Filmes, Globo Filmes e H2O Films.

## Lançamento
O filme teve seu lançamento diretamente nos cinemas a partir de 23 de novembro de 2023 pela H2O Films com distribuição nacional.

### Bilheteria
Apesar das tentativas de boicote, Ó Paí, Ó 2 saiu-se com resultados positivos em termos de bilheteria. Em sua segunda semana de exibição, ocupou o 5º lugar no ranking de filmes assistidos no país, arrecadando quase R$ 1 milhão desde a pré-estreia. De acordo com a Comscore, a produção acumulou R$ 980 mil durante o período entre a quinta-feira (23/11) e o domingo (26/11). O filme aparece no ranking depois de Napoleão, Jogos Vorazes, As Marvels e Five Nights at Freddy’s, todas produções internacionais. O filme foi alvo de tentativas de boicote por parte de radicais e críticos do posicionamento político de Lázaro Ramos por pelo menos três semanas. O nome do ator acabou se tornando um trending topic no Twitter impulsionando a repercussão da produção.
Ó Paí, Ó 2 foi visto até o momento por 140 mil espectadores e arrecadou cerca de 2,5 milhões de reais em bilheteria.